# Mesorhaga nigroviridis
Mesorhaga nigroviridis är en tvåvingeart som beskrevs av Becker 1922. Mesorhaga nigroviridis ingår i släktet Mesorhaga och familjen styltflugor.
Artens utbredningsområde är Sri Lanka. Inga underarter finns listade i Catalogue of Life.